# Teatro della Pergola

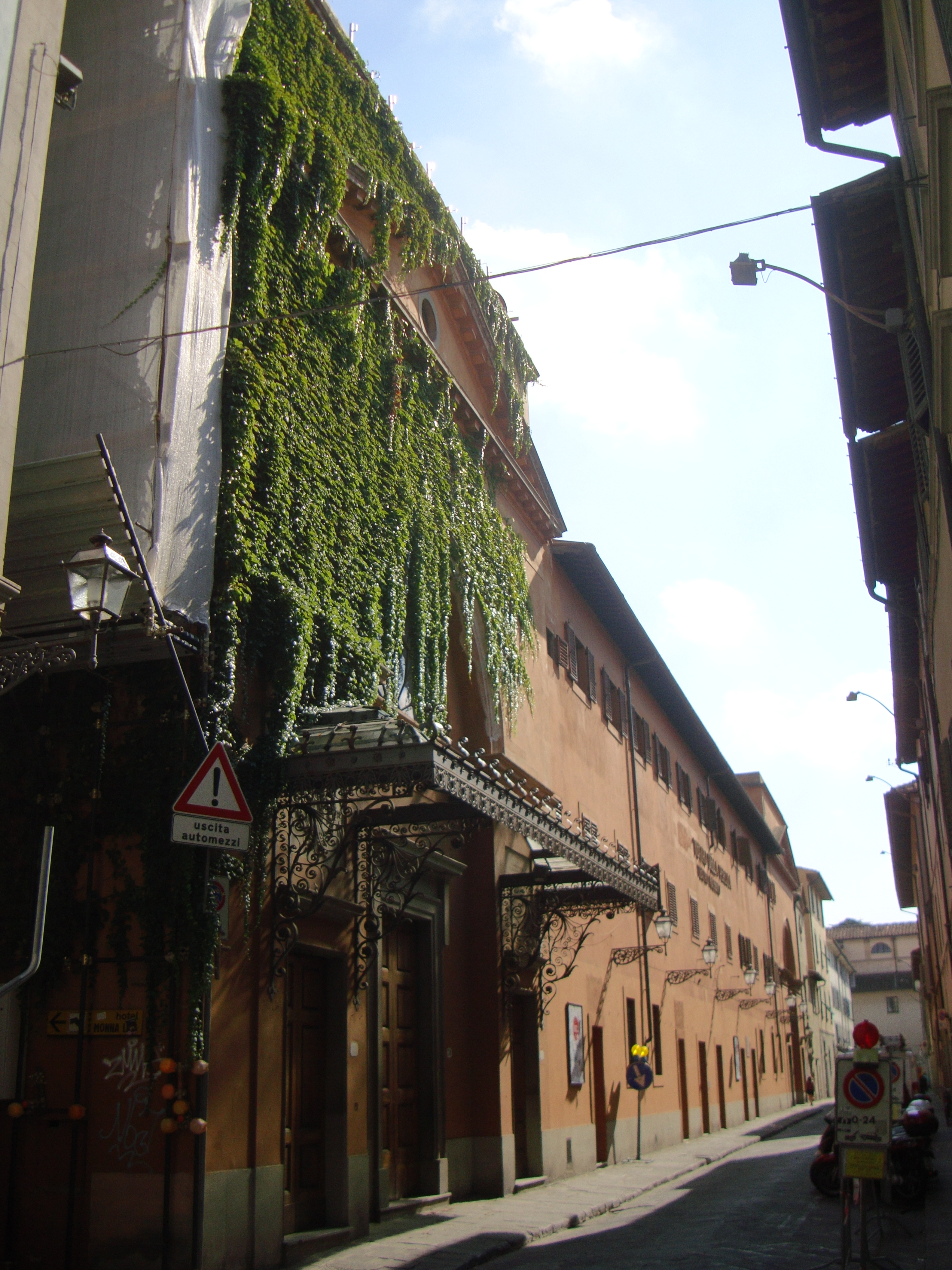
Teatro della Pergola, Firenze

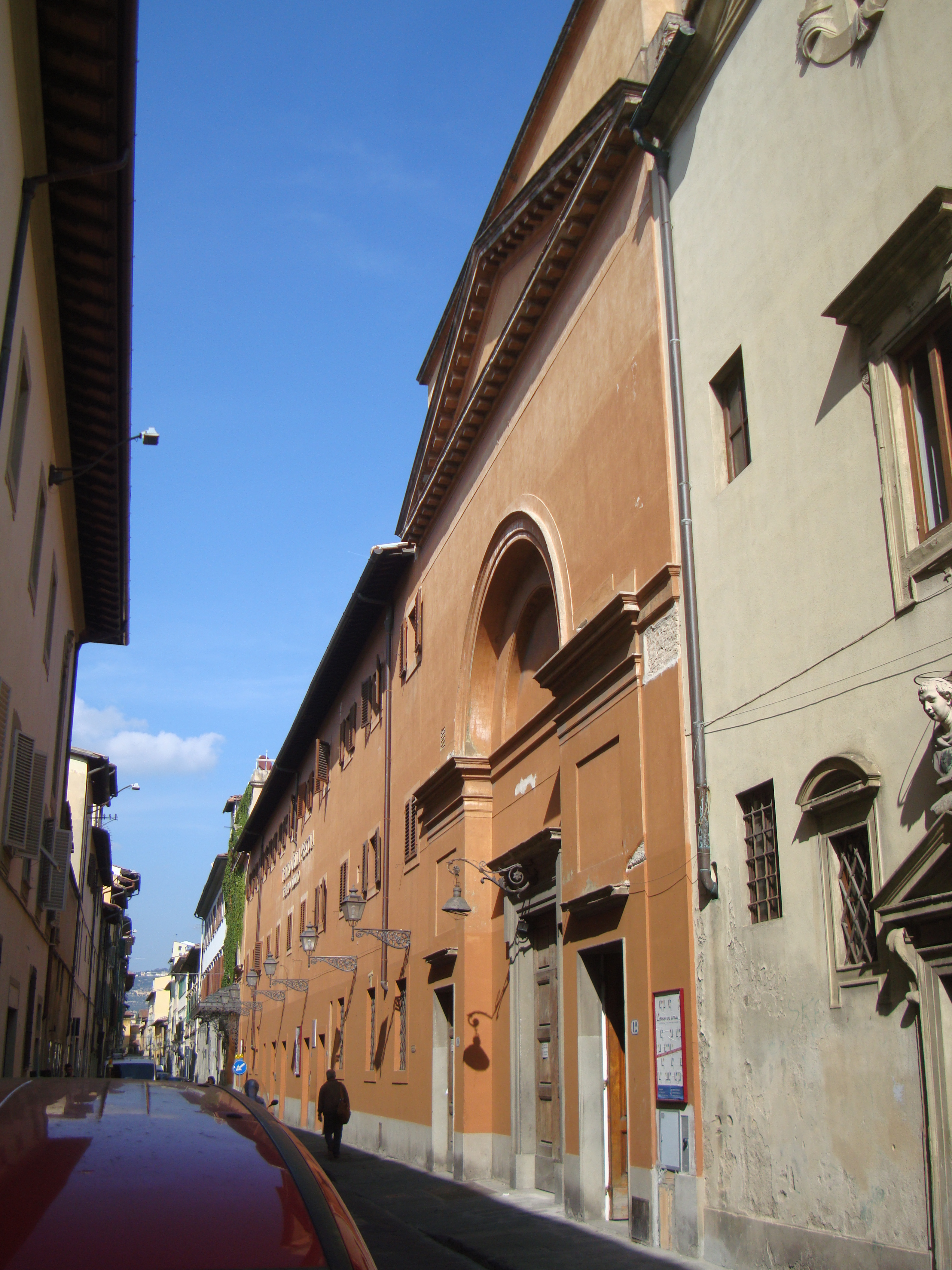
Teatro della Pergola, Firenze

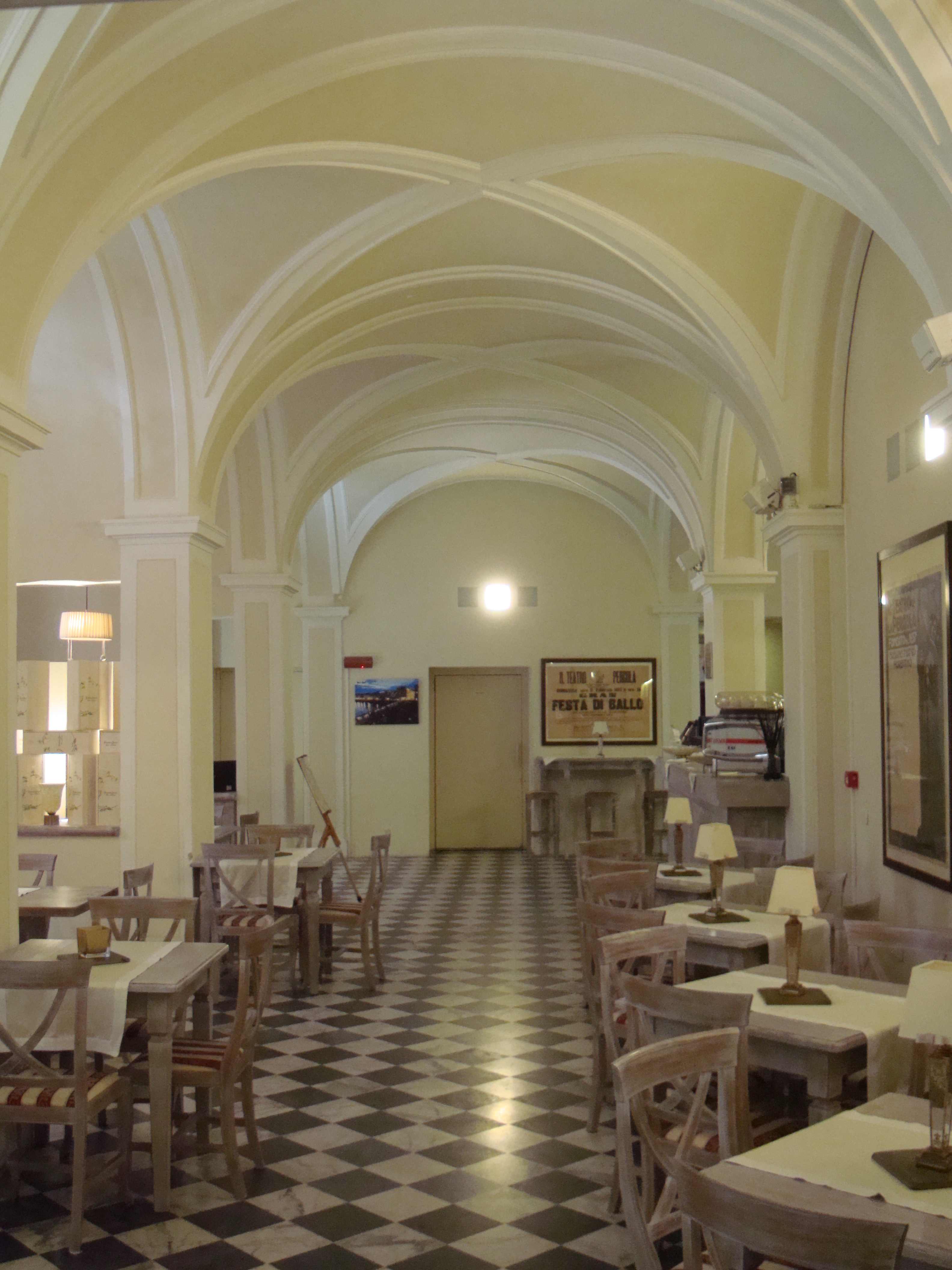
Teatro della Pergola, Firenze

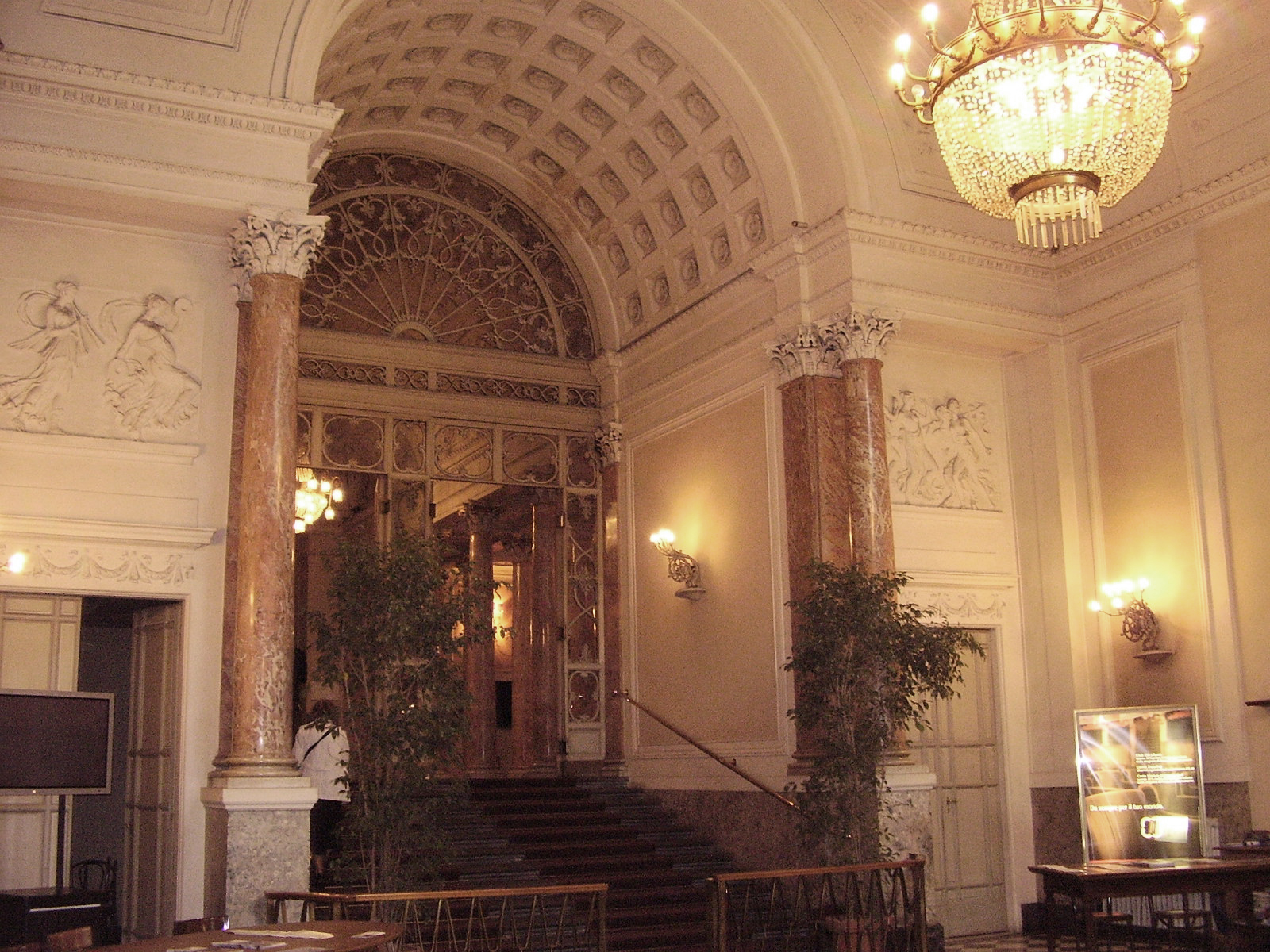
Il salone d'ingresso

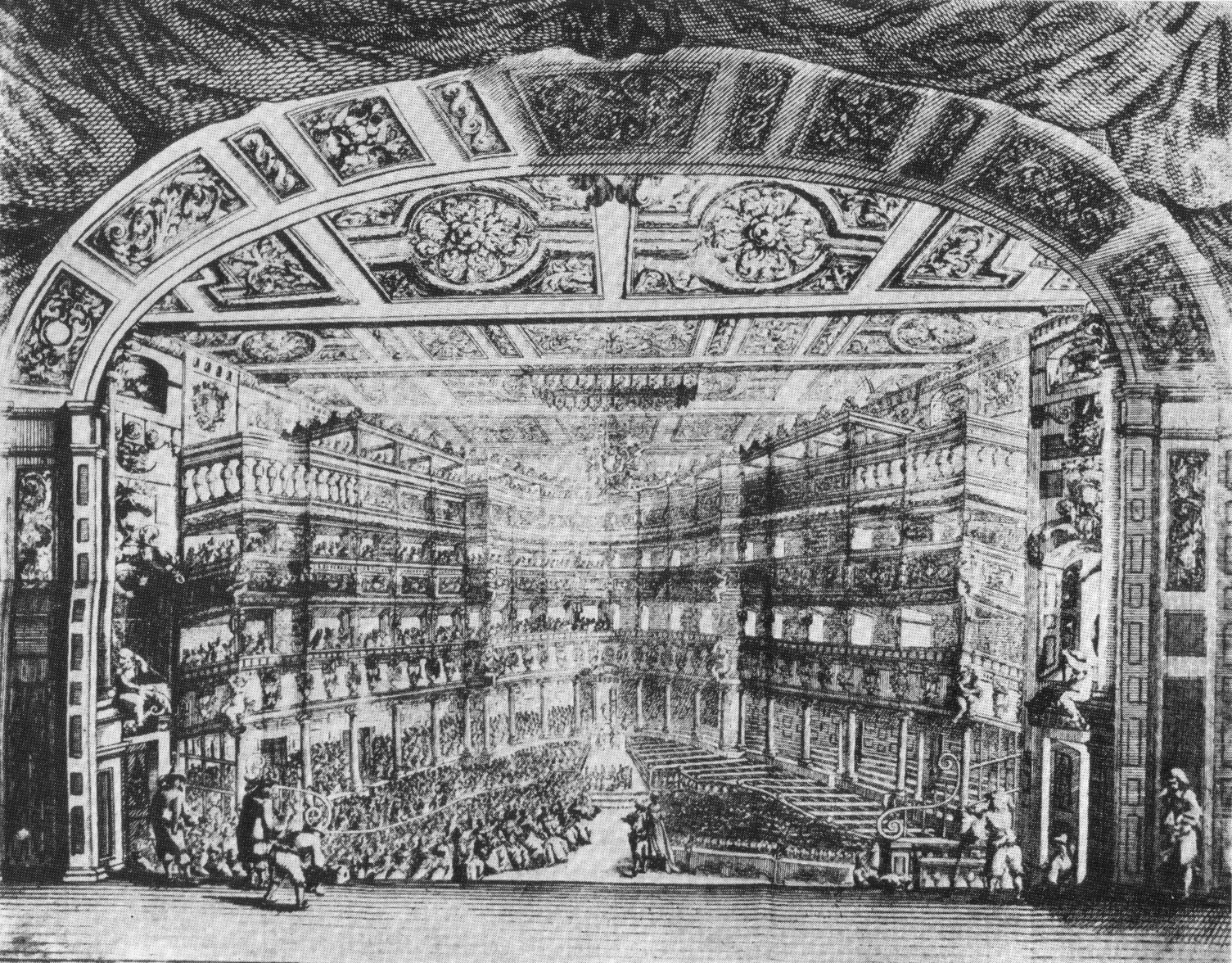
Il palcoscenico della Pergola in un'incisione seicentesca

I palchi in una foto degli anni '70

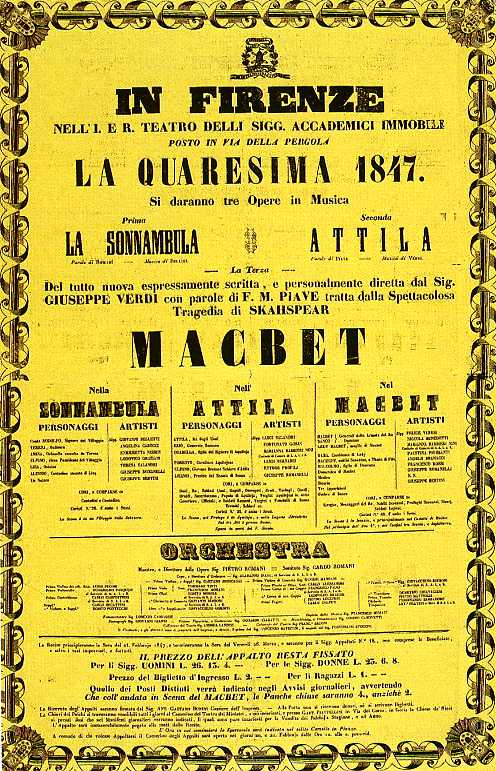
Locandina della prima del Macbeth di Verdi, 1847

Il Teatro della Pergola è un teatro storico italiano con sede a Firenze. Situato lungo via della Pergola ai numeri pari dal 12 al 32, è uno dei più antichi italiani. Il teatro prese il nome dalla via in cui sorge, esisteva infatti un pergolato d'uva nel '500, più avanti nella strada, vicino agli edifici dell'ospedale di Santa Maria Nuova e all'oratorio di San Tommaso d'Aquino. È fra i sette teatri nazionali italiani.
Il teatro è sottoposto a vincolo architettonico dal 1942, in quanto «primo grande esempio di teatro all'italiana», «di notevole interesse architettonico e [...] di fondamentale importanza per la documentazione della storia del teatro italiano e mondiale».

## Storia
Il teatro fu eretto con una struttura lignea nel 1656 da Ferdinando Tacca su incarico dell'Accademia degli Immobili, presieduta dal cardinale Giovan Carlo de' Medici, e inaugurato il 26 dicembre 1656, e ufficialmente durante il carnevale del 1657, con la prima assoluta dell'opera buffa Il podestà di Colognole di Jacopo Melani. Sostituiva il tiratoio della Pergola dell'Arte della Lana, di cui restano alcuni stemmi visibili nel vicolo della Pergola. 
Nel 1658 avvengono le prime assolute delle opere Hipermestra di Francesco Cavalli ed Il pazzo per forza di Melani e nel 1659 Il vecchio balordo di Melani. I lavori furono ultimati nel 1661 quando il teatro celebrò le nozze del futuro granduca Cosimo III con Margherita Luisa d'Orléans con lo spettacolo Ercole in Tebe di Melani.
È considerato il primo grande teatro a ordini di palchi sovrapposti ("all'italiana"), mentre fino ad allora (come al Teatro Olimpico di Vicenza) si era sempre seguita la tradizione antica delle gradinate decrescenti semicircolari. In particolare aveva una serie di "gabinetti" sopraelevati retti da colonne. Si sperimentò per la prima volta anche la forma ovale, di maggior resa acustica. Il teatro era in struttura lignea e dotato di un ampio palcoscenico con un elegante arcoscenico; gli ordini di palchi erano tre, sorretti da una loggia aperta sulla platea dove le panche fisse formavano due settori delimitati da balaustre e destinati a tenere separato il pubblico maschile da quello femminile. Al centro della sala di forme mistilinee si affacciava il palco col trono del cardinale protettore e dei suoi ospiti.
La novità dei palchetti fu molto apprezzata, sebbene a volte la loro "intimità" causasse qualche problema: spesso gli accademici dovevano imporre il silenzio negli "stanzini", oppure limitare il consumo di cibi durante le cenette, che spandevano effluvi per tutto il teatro.
Il teatro, divenuto successivamente "teatro granducale", fu interessato poi da varie trasformazioni: nel 1688 (progetto di Filippo Sengher), con la chiusura dello spazio colonnato, si ricavò un quarto ordine di palchi; dopo che nel 1718 gli Accademici Immobili avevano definitivamente riscattato la proprietà dell'immobile dall'Arte della Lana, fu ripresa un'intensa attività teatrale a pagamento col sostegno del granduca Cosimo III.
Per gli anni successivi sono documentati vari lavori e migliorie, ma l'intervento più importante fu intrapreso tra il 1753 e il 1755, quando su disegno di Giulio Mannaioni le strutture lignee della sala, particolarmente rischiose se si considera come l'illuminazione fosse esclusivamente affidata al fuoco delle candele, furono sostituite da strutture in muratura; in tale occasione Antonio Galli Bibiena eseguì le decorazioni pittoriche dell'ambiente, nonché una serie di nuove scenografie. Nel 1789, sempre su progetto del Mannaioni e direzione lavori di Luca Ristorini, si aggiunse un quinto ordine di palchi.
Nel 1800-1804, su progetto ancora del Ristorini e sotto la direzione dell'architetto Giuseppe Salvetti, venne realizzata nel fabbricato posto sul lato est del teatro la sala da musica oggi denominata "il Saloncino";. Le attuali forme si devono tuttavia sostanzialmente agli interventi di Bartolomeo Silvestri (1820 e 1828) e di Gaetano Baccani, che nel 1855-1857 realizzò tra l'altro i nuovi ambienti dell'ingresso e del vestibolo al teatro, del caffè e del foyer.
Nel 1834 Antonio Meucci, macchinista alla Pergola, installò nel teatro il primo telefono acustico della storia – a trasmissione meccanica, non ancora elettrica – per comunicare tra i vari ambienti del teatro. Il direttore d'orchestra Alamanno Biagi diresse ininterrottamente alla Pergola per l’intero decennio 1837-1847, nonostante alcuni iniziali dissidi con l’impresario Lanari che pare gli preferisse Luigi Maria Viviani.
Il IV e V ordine di palchi vennero demoliti nel 1912 per creare un loggione, capace di portare la capienza del teatro a 1.350 spettatori. Sempre in questa occasione vennero rinnovate le decorazioni del teatro: gli stucchi dorati, opera di Gino Papini, nella galleria di accesso al "Saloncino" e i bassorilievi e le nuove pitture dell'ingresso realizzati rispettivamente da Giovanni Giovannetti e Michele Garinei. Dopo essere stato dichiarato dal Ministero della Pubblica Istruzione "monumento di interesse nazionale" (1925), nell'ottobre del 1942 esso venne ceduto dall'Accademia degli Immobili al neo-costituito Ente Teatrale Italiano, che ne è stato il proprietario fino al 2010. Ebbe così inizio una nuova fase della vita del teatro che lo ha riportato a essere uno dei protagonisti delle iniziative teatrali fiorentine e nazionali. A quest'ultimo periodo risalgono altri importanti lavori di ristrutturazione e adeguamento alle nuove esigenze e normative di legge sulla sicurezza.
Nel 1948-1949 il teatro conobbe un importante restauro su progetto dell'architetto Nello Baroni e dell'ingegnere Simonetti, con il totale rinnovo degli arredi e la trasformazione del palco reale. A seguito dei danni causati dall'alluvione del 1966 l'edificio fu poi oggetto di un complesso intervento di consolidamento strutturale su progetto dell'architetto Luigi Caliterna, ampiamente documentato dalla pubblicazione del 1967: sostituzione delle capriate lignee delle coperture della sala e del palcoscenico con capriate in acciaio, il consolidamento delle fondazioni e delle murature portanti; rifacimento in cemento armato del loggione; rifacimento totale della platea sia nella struttura portante che nel suo rivestimento e nelle poltrone; innalzamento dei piani di calpestio dei palchi e dei corridoi laterali; rifacimento integrale dei solai e dei pavimenti dell'atrio di accesso, del foyer e del guardaroba; smantellamento e rifacimento delle strutture portanti del palcoscenico.
Dopo la ripresa delle sue attività nel dicembre del 1967 la Pergola ha continuato la sua intensa e qualificata attività teatrale fino ai nostri giorni, quando si sono resi necessari nuovi lavori di adeguamento, datati dal 1984 al 1988, che sono stati inseriti nel piano triennale della Regione Toscana con finanziamenti FIO. Sotto la direzione dell'architetto Enrico Nespiga per la parte architettonica e dell'ingegner Giancarlo Troise per la parte impiantistica sono stati realizzati il rifacimento della gradinata e delle poltroncine del loggione, l'adeguamento dell'impianto termico e di quello elettrico.
Oggi, con il recupero all'attività teatrale sia del Saloncino che di altre sale poste sotto il piano della platea, il teatro ha ampliato le sue potenzialità. Grazie alle sue caratteristiche funzionali oltre che per quelle formali ed estetiche, il teatro della Pergola conferma anche oggi un ruolo di primo piano nel panorama degli spazi teatrali non solo fiorentini, ma anche toscani e italiani.
Nel 2002 la Pergola è tra i soci fondatori di Firenze dei Teatri, associazione di categoria di cui sarà primo presidente proprio il suo direttore Marco Giorgetti.
Dal giugno 2010 è la gestione è passata dal soppresso Ente Teatrale Italiano al Ministero per i beni e le attività culturali. Nel gennaio 2011 la proprietà dell'immobile è passata al Comune di Firenze; la struttura e la relativa attività sono attualmente gestite dalla Fondazione Teatro della Pergola, costituita da Comune di Firenze ed Ente Cassa di Risparmio di Firenze.

## Descrizione
All'esterno la struttura si presenta in forme sostanzialmente neoclassiche, con una pensilina di ferro più recente: tale facciata sarebbe dovuta essere sostituita da una nuova progettata nel 1873 da Telemaco Buonaiuti (subentrato alla morte del Baccani in qualità di architetto dell'Accademia degli Immobili), che in realtà si limitò a restaurare questa, più antica. Tinteggiata di color salmone ("con gusto evidentemente non fiorentino", annotano Bargellini e Guarnieri), la lunga facciata si presenta con due ingressi principali alle estremità, disegnati in modo da alludere a due frontoni classici e riconducibili al cantiere del 1855 diretto da Gaetano Baccani. Il corpo centrale non presenta elementi caratterizzanti, sviluppandosi per undici assi disposti su tre piani, e ripropone una situazione già determinatasi nel 1789. L'ingresso principale è quello al numero 30, arricchito da una bella tettoia in ferro opera dell'Officina Ridi (1912). Sulla destra di questo ingresso è una lapide (posta dal Comune nel 1901) con un'epigrafe che ricorda la prima rappresentazione del Macbeth, scritto per questo teatro e diretto da Giuseppe Verdi la sera del 14 marzo 1847.
| XXVII GENNAIO M. DCCCCI IL COMUNE DI FIRENZE PIANGENDO COL MONDO CIVILE PERDUTO IN GIUSEPPE VERDI IL PRINCIPE DELL'ARTE MELICA CONTEMPORANEA E CON TUTTA ITALIA L'APPASSIONATO E POTENTE INTERPRETE DEL SENTIMENTO NAZIONALE VOLLE QUI RICORDATA LA PRIMA RAPPRESENTAZIONE DEL MACBETH SCRITTO PER QUESTO TEATRO E DIRETTO DAL SOMMO MAESTRO LA SERA DEL XIV MARZO M.DCCC.XLVII |

"Attraverso tale ingresso si accede agli ambienti di accoglienza ricavati nel vertice nord est del fabbricato: l'elegante vano quadrato dell'atrio con decorazioni di stucchi e bassorilievi neoclassici e due grandi tele; una scala voltata a botte con lacunari immette al sontuoso vestibolo delle colonne, dal quale una seconda scalinata monumentale porta al piano della galleria e del saloncino. La platea mantiene ancora un caratteristico sistema di sollevamento che permette di portarla al piano del palcoscenico per creare un unico ambiente in occasione di grandi feste da ballo. A filo del boccascena si apre il sipario tradizionale in velluto rosso con apertura manuale alla greca. Subito dietro, e montato su tiri azionabili, esiste un sipario dipinto con apertura alla tedesca. La buca dell'orchestra, che entra sotto al proscenio per m 1,30, quando non viene utilizzata dagli orchestrali può essere ricoperta col piano della platea" (Piero Marchi).
Nel seminterrato esiste un piccolo museo con numerosi cimeli. Antichi sono anche i camerini e le sale di prova, e sul retro si conservano ancora i resti di una strada settecentesca con gli androni di alcuni piccoli negozietti che servivano gli attori e i musicisti di scena.
Del 2013 una nuova targa in facciata ricorda Orazio Costa Giovangigli:
| 'Se sapete che il vostro strumento siete voi stessi, conoscente anzitutto il vostro strumento, consapevoli che è lo stesso strumento che danza, che canta, che inventa le parole e crea i sentimenti. Ma curatelo come l'atleta, come l'acrobata, come il cantante: assistetelo con cura con tutta la vostra anima, nutritelo di cibo parcamente, ma senza misura corroboratelo di forza, di agilità, di rapidità, di canto, di danza, di poesia e di poesia e di poesia. Diverrete poesia aitante, metamorfosi perenne dell'io inesauribile, soffio di forme, determinati e imponderabili, di tutto investiti, capaci d'assumere e di dimettere passioni, violenze, affezioni, restandone arricchiti e purificati... tesi alla rivelazione di ciò che l'uomo è: angelo della parola, acrobata dello spirito, danzatore della psiche, messaggero di Dio e nunzio a se stesso e all'universo d'un se stesso migliore.' Queste parole che Orazio Costa Giovangigli ha lasciato a coloro che praticavano il suo Metodo. Maestro di uomini prima che di attori fondò scuole, teatri, compagnie scegliendo infine questo teatro come custode del suo inesauribile e imperituro patrimonio artistico e umano Firenze pose nell'anno 2013 a perenne memoria |

## Rappresentazioni

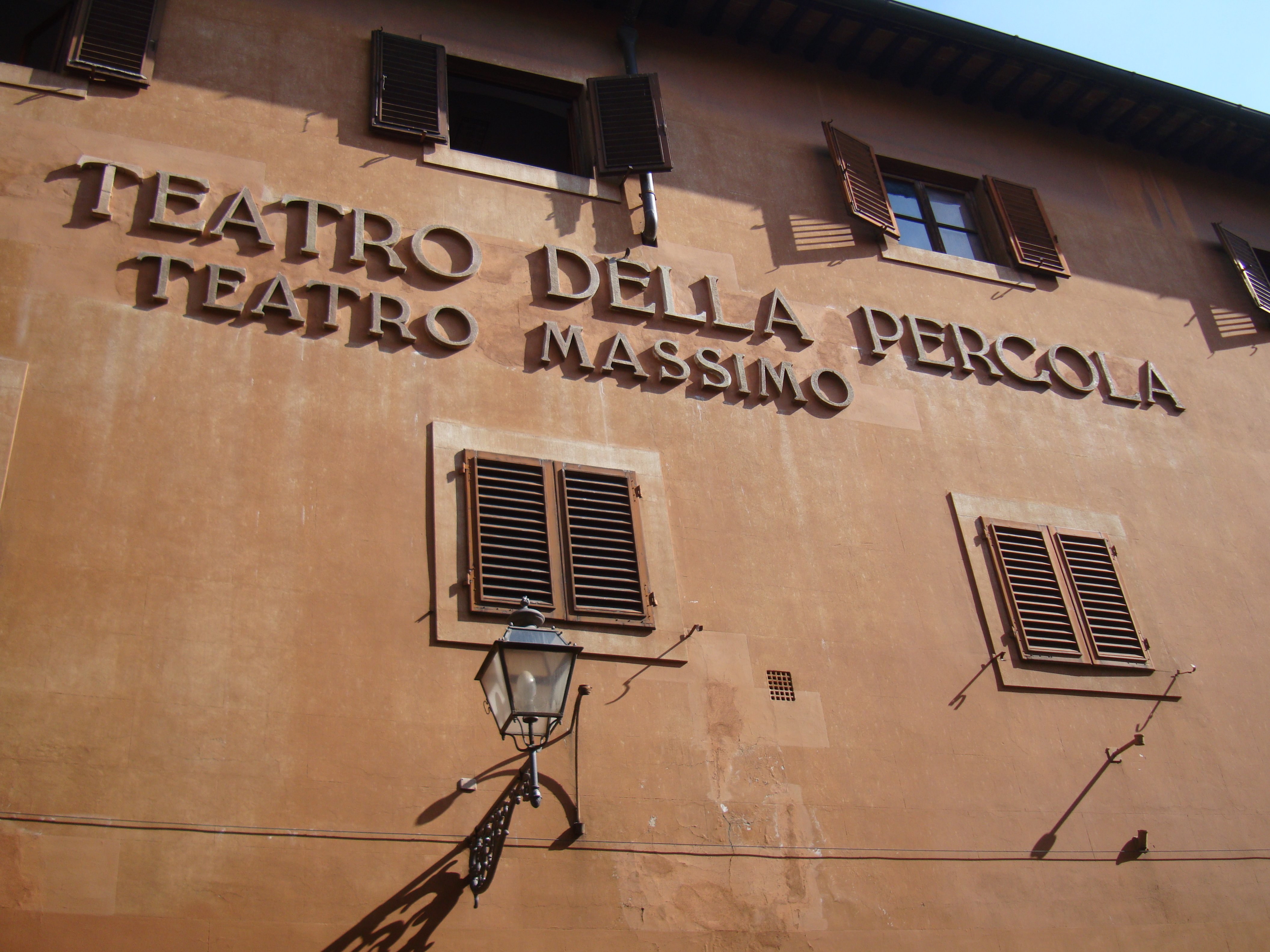
Teatro della Pergola, Firenze

In questo teatro nacque il genere del cosiddetto melodramma, dal quale si sviluppò la vera e propria opera lirica. Nel Settecento era uno dei migliori teatri italiani ed il granduca Pietro Leopoldo lo frequentava assiduamente. Numerose furono le prime importanti, dalle musiche di Luigi Cherubini o di Christoph Willibald Gluck, oppure, nell'Ottocento, la prima assoluta di Parisina d'Este di Gaetano Donizetti con Domenico Cosselli, Carolina Ungher e Gilbert Duprez nel 1833, la prima assoluta di Rosmonda d'Inghilterra di Donizetti con Fanny Tacchinardi Persiani e Duprez nel 1834 ed il Macbeth di Giuseppe Verdi, nel Novecento l'Orfeo ed Euridice di Joseph Haydn. Nell'aprile del 1893 Antonino Palminteri, direttore d'orchestra e compositore, dirige al teatro La Pergola L'amico Fritz di Pietro Mascagni e Carmen di Georges Bizet, il successo fu così strepitoso, che la stampa così si espresse: " [...] I più caldi elogi debbo tributare all'orchestra e al suo nuovo direttore signor Palminteri, che seppe trasfondere in essa uno slancio, un vigore, un colorito davvero esemplari.".

## Mostre
Il saloncino del teatro della Pergola ha allestito, nel 1997, una mostra di abiti di scena -provenienti dalla collezione Tirelli e Cerratelli- di noti costumisti italiani per rappresentazioni teatrali, cinematografiche e televisive. La mostra ha analizzato in particolare i modelli iconografici di riferimento per i costumisti.